# Lagenicella punctulata
Lagenicella punctulata är en mossdjursart som först beskrevs av William More Gabb och Horn 1862.  Lagenicella punctulata ingår i släktet Lagenicella och familjen Teuchoporidae. Inga underarter finns listade i Catalogue of Life.